# Marija Alexandrowna Fortus
Marija Alexandrowna Fortus (russisch Мария Александровна Фортус; * 27. Junijul. / 10. Juli 1900greg. in Cherson; † 22. Februar 1981 in Moskau) war eine russische bzw. sowjetische Agentin.

## Leben
Fortus' Vater war ein jüdischer Bankangestellter, der 1913 seine Familie verließ. Darauf arbeitete sie als Stickerin in einer Schneiderei und bestand 1914 als Externe die Prüfung im Chersoner Jungengymnasium. Sie schloss sich dem Literatur-Kreis der städtischen öffentlichen Bibliothek an, der von Sozialdemokraten einschließlich Revolutionären geleitet wurde. Mit 16 Jahren trat sie in die Partei der Sozialrevolutionäre (SR) ein, um nach der Oktoberrevolution zu den Bolschewiki überzuwechseln. Sie erfüllte Aufträge von Untergrundkämpfern.
Im Bürgerkrieg arbeitete Fortus 1918 in der Tscheka des Gouvernements Cherson. Unter Lebensgefahr rettete sie Schmucksachen aus Cherson und Kiew vor dem Zugriff feindlicher Banden und brachte sie durch die Fronten. In der französisch besetzten Zone der Südukraine machte sie Propaganda bei den französischen Soldaten und Matrosen. Dabei lernte sie den desertierten Spanier Ramon Casanellas Lluch kennen, mit dem sie den Sohn Ramon bekam. Sie ließ das Kind bei ihrer Mutter und führte ihre Arbeit fort. Mit Aufklärungsaufträgen schloss sie sich Truppenteilen Nestor Machnos und Stanislau Bulak-Balachowitschs an. Sie wurde entdeckt und sollte zweimal erschossen werden, aber sie überlebte wunderbarerweise.
Nach dem Ende des Bürgerkriegs studierte Fortus an der Moskauer Kommunistischen Universität der Werktätigen des Ostens und arbeitete dann dort. Beim Studium traf sie Ramon Casanellas Lluch wieder und heiratete ihn nun. Mit ihrem Mann wurde sie 1929 zur illegalen Arbeit nach Spanien geschickt, wo er Sekretär der Katalanischen Kommunistischen Partei wurde und 1933 starb. Sie kehrte als Agentin 1934 nach Moskau zurück.
Ab 1936 war Fortus wieder in Spanien und nahm am Bürgerkrie teil. Sie war Übersetzerin des sowjetischen Militärberaters bei der Republikanischen Regierung Kirill Merezkow und war als Maria Julia bekannt. Sie hielt die Verbindungen zu Dolores Ibárruri und den anderen Mitgliedern des Zentralkomitees des Partido Comunista de España. Ab Dezember 1937 war sie Verbindungsoffizierin General Grigori Schterns. Sie plante und leitete die erfolgreiche Operation zur Bombardierung des Nationalisten-Flugplatzes bei León. Ihr einzige Sohn Ramon war im Komintern-Auftrag republikanischer Pilot geworden und war 1936 bei Saragossa im Luftkampf ums Leben gekommen. Ihr Bruder Michail, Orientalist und Gründer des Chinakunde-Instituts in Moskau, war in dieser Zeit des Großen Terrors vom NKWD verhaftet und als Volksfeind erschossen worden.
Nach der Rückkehr nach Moskau 1938 studierte Fortus im Fernstudium an der Frunse-Militärakademie mit ausgezeichnetem Abschluss 1941. Sie arbeitete als Aufklärungsinstrukteurin und bildete Agenten aus.
Im Deutsch-Sowjetischen Krieg war Fortus Stabschefin eines Frauen-Nachtbomberregiments, das von Marina Raskowa aufgestellt worden war. Darauf diente sie in der Aufklärungspartisaneneinheit Sieger (Победители) Oberst Dmitri Medwedew in der Rowenschtschina und war an Operationen Nikolai Kusnezows beteiligt. Nach einer Verwundung wurde sie nach Moskau geflogen und kam nach der Heilung in die 3. Ukrainische Front unter Rodion Malinowski, wo sie Aktionen hinter den feindlichen Linien durchführte. Sie war an Aufklärungsoperatioen im feindlichen Rumänien und Ungarn beteiligt und bereitete die sowjetische Operation Alba Regija in Stuhlweißenburg vor.
Nach dem Krieg gehörte Fortus zur sowjetischen Zentralen Heeresgruppe in Wien und fand zwei unterirdische V2-Fabriken bei Wien und Leitmeritz. Darauf diente sie im Moskauer Militärbezirk. Sie heiratete ihren Aufklärungskollegen Gennadi Saizew und übernahm dessen Namen. Nach zwei Jahren wurden sie nach Moskau zurückberufen, um in der Generalstabshauptverwaltung zu arbeiten. Sie wurde zur Oberstleutnantin befördert. Aus Gesundheitsgründen wurde sie 1955 beurlaubt. Schließlich folgte die Beförderung zu Oberstin.
Fortus arbeitete im Moskauer Institut für Konkrete Soziologische Untersuchungen der Akademie der Wissenschaften der UdSSR und verteidigte erfolgreich ihre Kandidat-Dissertation. Sie nahm an vielen internationalen Symposien über Probleme der Soziologie und Philosophie teil. Ihre Lebenserfahrungen verarbeitete sie in verschiedenen Büchern.
Fortus starb am 22. Februar 1981 in Moskau und wurde auf dem Wagankowoer Friedhof begraben.
Der Film Saljut Marija! von Iossif Cheifiz (1970) beschreibt das Leben Fortus'.

## Ehrungen, Preise
- Rotbannerorden (1937, 1956)[7]
- Leninorden (1937, 1967)[7]
- Medaille „Für die Verteidigung Moskaus“ (1944)[7]
- Medaille „Sieg über Deutschland“ (1945)[7]
- Medaille „Für die Einnahme Budapests“ (1945)[7]
- Medaille „Für die Einnahme Wiens“ (1945)[7]
- Medaille „Für die Befreiung Belgrads“ (1945)[7]
- Medaille „Für Verdienste im Kampf“ (1946)[7]
- Orden des Roten Sterns (1949)[7]
- Ehrenbürgerin von Leitmeritz
- Ehrenbürgerin von Stuhlweißenburg